# 麻生観八
麻生 観八（あそう かんぱち、1865年2月5日（元治2年1月10日） - 1928年（昭和3年）8月2日）は、大分県出身の実業家である。

## 略歴
1865年2月5日（元治2年1月10日）、日田豆田町で酒造業を営む草野家に五男として誕生するが、12歳の時に家が破産。1880年（明治13年）に玖珠郡で「舟来屋」の屋号で酒造業を営んでいた麻生家に養子に入る。当時、麻生家の初代麻生東江、2代麻生豊助は家業の傍ら、私財を投げうって井路の整備に力を注いていたが、完成には至らず、麻生家は家財や山野を失い、酒造の権利も手放すことになる。
しかし、1885年（明治18年）、観八は酒造免許を取得し舟来屋・麻生酒造場（現在の八鹿酒造）を再興。地元の竜門の滝の因んで「龍門」と名付けた酒を売り出す。この酒は後に、観八と杜氏の仲摩鹿太郎とから一文字ずつを取り「八鹿」という名に改められた。
事業が軌道に乗ると、観八は初代・先代が果たせなかった井路の開拓に着手。1897年（明治30年）に水利権を買い戻し、1907年（明治40年）に総延長14kmの右田井路を完成させた。また、九州横断鉄道の敷設運動に取り組んで政府への働きかけ等を行った結果、1919年（大正8年）に大分-久留米間の久大線（現在の久大本線）敷設の法案が可決され、観八が亡くなった後の1934年（昭和9年）に久大線が全線開通した。
地元では毎年5月10日に銅像祭が開催されている。また、2024年（令和6年）に運行を開始したJR九州の観光列車は、観八と衞藤一六にちなんで「かんぱち・いちろく」と名付けられている。